# 2018 en triathlon
Cet article résume les faits marquants de l'année 2018 dans le monde du triathlon.

## Résultats
Pour les résultats sportifs de l'année 2018 en triathlon voir catégorie « triathlon en 2018 »

## Faits marquants

### Janvier
- Andrew Messick, président de la World Triathlon Corporation propriétaire de la marque et du circuit Ironman annonce la fin du processus de qualification par point (Kona Point Ranking) pour l'accès des professionnels à la finale du championnat du monde d'Ironman à Hawaï (Kailua-Kona)[1].

### Février
- Le classement des meilleures compétitions du circuit Ironman et Ironman 70.3 réalisé par sondage d'après course, place toutes les épreuves françaises dans le « top 10 » des meilleures épreuves qualitatives au monde[2].

### Mars
- La Super League Triathlon signe avec la Fédération internationale de triathlon (ITU) un mémorandum d'entente dans le but d'accroitre la visibilité et la pratique du triathlon dans le monde. Le partenariat mis en place, prévoit également de favoriser la détection de nouveaux talents ainsi que d'organiser des rencontres de hauts niveaux pour les professionnels en préparation des compétitions internationales majeures. Ce mémorandum propose aussi d'harmoniser les calendriers de la Super League avec ceux des fédérations internationales et continentales[3].

### Avril
- Le 28 avril 2018 les trois triathlètes norvégiens Kristian Blummenfelt, Casper Stornes et Gustav Iden prennent les trois places du podium masculin de l’étape des Bermudes lors des Séries mondiales de triathlon. C'est le premier triplé masculin de l'histoire de cette compétition internationale[4].

### Juin
- L'étape du 7 juin des séries mondiales de triathlon à Nottingham est la première étape en relais mixte du circuit du championnat du monde de triathlon courte distance. 19 équipes prennent part à cette première internationale, qui offre en supplément des points pour la qualification aux Jeux olympiques de 2020 à Tokyo, ou ce format est présent pour la première fois. L'épreuve est remporté par l'équipe américaine, suivit de l'équipe britannique, l'équipe de France complète ce premier podium en relais mixte[5].
- Le triathlon fait sa première apparition dans le programme des Jeux méditerranéens. Deux épreuves sont au programme, le sprint masculin et le sprint féminin[6].

### Juillet
- Le 2e festival multi-sport organisé par de la Fédération internationale de triathlon et qui regroupe plusieurs championnats du monde de sports enchainés, se déroule à Fyn au Danemark entre le 6 et le 14 juillet[7].
- Rubén Ruzafa remporte son quatrième titre de champion du monde de cross triathlon et Lesley Paterson son second, cinq ans après sa première victoire[8].
- La Fédération internationale de triathlon annonce le calendrier 2019 des séries mondiales de triathlon, la grande finale se tiendra à Lausanne en Suisse, le circuit 2019 comprend huit étapes qui se dérouleront entre mars et septembre 2019[9].
- La Suissesse Daniela Ryf, remporte le championnat d’Europe d'Ironman à Francfort et établit un nouveau record de l'épreuve en 8 h 38 min 44 s[10].
- La Française Cassandre Beaugrand remporte à 21 ans, sa première victoire sur une étape des séries mondiales de triathlon, elle s'impose devant les favorites lors de la 6e étape du championnat du monde[11].
- L'équipe de France de triathlon remporte les championnats du monde de triathlon en relais mixte à Hambourg, c'est la seconde victoire de son histoire dans cette compétition depuis sa création en 2009[12].

### Août
- Les championnats d'Europe de triathlon courte distance du 9 au 11 août au Strathclyde Country Park dans le Lanarkshire en Écosse se déroule dans le cadre des championnats sportifs européens[13].
- La 35e édition de l'Embrunman, voit le triathlète vétéran Yves Cordier quintuple vainqueur, prendre le départ de l'épreuve pour le plaisir et les souvenirs[14].
- L'équipe de France de triathlon remporte les championnats d'Europe de triathlon en relais mixte, après avoir remporté au mois de juillet le titre lors des championnats du monde de cette spécialité[15].

### Septembre
- La Suissesse Daniela Ryf remporte son 4e titre de championne du monde d'Ironman 70.3 et conforte son record de victoire sur cette compétition[16].
- Le Français Gaël Le Bellec remporte un troisième titre de champion du monde de duathlon longue distance[17].

### Octobre
- Le championnat du monde d'Ironamn 2018 qui fête son quarantième anniversaire réunit 2500 participants, 100 triathlètes professionnels dont 58 hommes et 42 femmes sont au départ[18].
- Des conditions météorologique favorables ont permis de réaliser les temps les plus rapides de l'histoire du championnat du monde d'Ironman. Général hommes et femmes pour Patrick Lange et Daniela Ryf, natation hommes et femmes pour Yann Sibbermen et Lucy Charles et vélo pour Cameron Wurf et de nouveau Daniela Ryf, seuls les records sur le marathon sont restés invaincus[19].
- La Suissesse Daniela Ryf marque l'histoire de la compétition en remportant un quatrième titre de championne du monde d'Ironman consécutif. Elle établit un nouveau record en 8 h 26 min 16 s améliorant son précédent record de plus de 20 minutes[20].
- A 32 ans le triathlète Allemand Patrick Lange tenant du titre conserve sa couronne en remportant le championnat du monde d'Ironman à  Kona et s'offre au passage une inscription dans l'histoire de la compétition en étant le premier à passer sous la barre des huit heures de course (sub-8)[21].

### Novembre
- Xtri World Tour, circuit international de triathlon extrême, annonce la naissance du championnat du monde de triathlon Xtri, le Norseman Xtreme Triathlon épreuve fondatrice est l'épreuve support de ce nouveau championnat mondial[22].

### Décembre
- Daniela Ryf reçoit pour la seconde fois en 2018, après 2015, le trophée de sportive suisse de l'année, pour sa quatrième victoire consécutive sur le championnat du monde d'Ironman[23].